# Bitwa o Chambois
Bitwa o Chambois – bitwa stoczona w sierpniu 1944 r. wokół francuskiego miasta Chambois podczas kampanii normandzkiej w II wojnie światowej. Tuż przed bitwą w rejonie Falaise utworzył się kocioł, w którym niemiecka Grupa Armii B, z 7 Armią i 5 Armią Pancerną (wcześniej Panzergruppe West) została otoczona przez wojska alianckie. Zajęcie Chambois przez siły amerykańskie, kanadyjskie i polskie spowodowało ostateczne zamknięcie pierścienia okrążenia 21 sierpnia 1944 r. i doprowadziło do zniszczenia większości sił Wehrmachtu w Normandii.

## Tło sytuacyjne

Pozycje alianckie i niemieckie wokół obszaru Falaise–Argentan po operacji Tractable, 17 sierpnia 1944 r.

Po sukcesie operacji Totalize przeprowadzonej na południe od Caen w dniach 8–9 sierpnia gen. Harry Crerar, dowódca 1 Armii Kanadyjskiej, uderzył na południe. Rozpoczęto operację Tractable, aby przedrzeć się przez linie niemieckie i zdobyć taktycznie ważne miasto Falaise, a następnie mniejsze miasta Trun i Chambois oraz okrążyć duże formacje niemieckie.
18 sierpnia 1944 r. siły kanadyjskie zdobyły Trun, a polska 1 Dywizja Pancerna gen. Stanisława Maczka skierowała się w stronę Chambois, aby otoczyć 110 tys. Niemców w kotle Falaise. Małe korytarze na wschód od Chambois pozwoliły jednak części sił niemieckich uciec z okrążenia i skierować się w stronę Sekwany.
W tym samym czasie na południe od Chambois amerykańska 90 Dywizja Piechoty uderzyła na północ, aby zamknąć pierścień okrążenia w Chambois. Rankiem 19 sierpnia Saint-Lambert-sur-Dive została zajęte przez siły kanadyjskie, a w południe polskie siły zaatakowały w kierunku Chambois i przeciwko pozycjom niemieckim na Wzgórzu 262, znanym także jako Mont Ormel, położonym na północny wschód od Chambois. Polacy zaatakowali następnie na obrzeżach Chambois. Miasto zostało silnie ostrzelane przez aliancką artylerię i znajdowało się w ruinie z niemieckimi żołnierzami z różnych rozbitych jednostek napływających do tego obszaru.
Na wschód od Chambois siły polskie i amerykańskie połączyły się, by ostatecznie zamknąć kocioł Falaise. Alianci nadal atakowali wycofujące się elementy niemieckiej 5 i 7 Armii oraz 116 Dywizji Pancernej. Niemiecki kontratak zorganizowany 20 sierpnia przez gen. Paula Haussera nie przełamał polskich linii, ale pozwolił innym żołnierzom niemieckim uciec z okrążenia. Niemiecka piechota i pojazdy zostały uwięzione na zatłoczonych wąskich drogach i były łatwym celem dla alianckiej artylerii i ataków lotniczych. Pod koniec 20 sierpnia Chambois ostatecznie wpadło w ręce Polaków, a kocioł Falaise zapieczętowano 21 sierpnia, zamykając w nim około 50 tys. Niemców.

## Następstwa
Bitwa doprowadziła do zniszczenia większości Grupy Armii B na zachód od Sekwany, co otworzyło drogę do Paryża i granicy francusko-niemieckiej wojskom alianckim na froncie zachodnim. Resztki niemieckich jednostek wycofały się na wschód w kierunku Sekwany, ale pozostawiły znaczną część ciężkiego sprzętu i artylerii. Gen. Hausser został ranny w szczękę podczas bitwy, ale sam uciekł z okrążenia.
Bitwa o Chambois była pierwszym w historii spotkaniem wojsk polskich i amerykańskich na polu bitwy.

## Upamiętnienie
Walki żołnierza polskiego pod Chambois zostały upamiętnione na Grobie Nieznanego Żołnierza w Warszawie napisem na jednej z tablic po II wojnie światowej „FALAISE-CHAMBOIS 8 – 21 VIII 1944”.